# Projekt pro nové americké století
Projekt pro nové americké století (anglicky The Project for the New American Century, zkráceně PNAC) je think tank amerických neokonzervativců se sídlem ve Washington, D.C., který byl založen na jaře roku 1997 jako vzdělávací nezisková organizace Williamem Kristolem a Robertem Kaganem. Řada lidí z tohoto ideologického prostředí PNAC se později rekrutovala do vlády sestavené po následujících prezidentských volbách (2000). Cílem PNAC je „povýšit americkou globální vůdčí úlohu“.
Pro PNAC je zásadní, že „americká vůdčí úloha je dobrá pro Ameriku a dobrá pro svět“, a též podpora „reganovské politiky vojenské síly a morální čistoty“. PNAC vynaložil velký vliv na špičky americké vlády v administrativě prezidenta George W. Bushe a silně ovlivnil její rozvoj vojenské a zahraniční politiky, zejména v souvislosti s národní bezpečností.

## Historie
PNAC vznikl na jaře (uváděno datum 3. června) 1997. Jeden z klíčových členů, Richard Perle, je současně členem jiného think tanku – Institute for Advanced Strategic and Political Studies – který v té době existuje necelý rok a s PNAC sdílí odpovědi na otázky Blízkého východu, zejména situace v Iráku.
PNAC vznikl jako iniciativa organizací New Citizenship Project a organizace s názvem 501(c)(3) a za podpory několika nadací. 26. ledna 1998 poslalo PNAC otevřený dopis prezidentovi Billu Clintonovi, ve kterém jeho členové explicitně volali po pozemní vojenské operaci Spojených států, jejímž cílem bude sesadit z moci Saddáma Husseina. Důvod změny režimu v Iráku mělo být hájení zájmů během krize s odzbrojováním Iráku v letech 1997–2000. Dopis postoupili i dvěma republikánským kongresmanům. 16. listopadu téhož roku Irák vyhnal ze své země zbraňové inspektory Spojených národů a William Kristol v časopise The Weekly Standard, kde působil jako redaktor, znovu vyslovil pro změnu režimu v Iráku, a to prostřednictvím vytrvalého bombardování nebo kampaně, v níž by byly angažovány strategické střely.
PNAC podpořil prezidentský výnos Iraq Liberation Act (výnos o osvobození Iráku), který podepsal prezident Clinton.

### Rebuilding America's Defences
V září 2000 publikovalo PNAC ambiciózní ale též kontroverzní 90stránkovou zprávu Rebuilding America's Defenses: Strategies, Forces, and Resources For a New Century (Přestavba obrany Ameriky: strategie, síly a zdroje pro nové století).
Tato zpráva se snaží hledat východiska, jak Spojené státy udržet v pozici jediné světové supervelmoci, využívající privilegií tohoto statutu, dominující ostatním státům politicky, ekonomicky, ale hlavně vojensky, využívaje k tomu svoji bezprecedentně silnou armádu, mj. stavěním vojenských základen v cizích zemích, usilováním o udržení jaderného arzenálu nebo dominanci na orbitě Země.
Cíle Rebuilding America's Defences se docela pozoruhodně shodují s poselstvím knihy Zbigniewa Brzezinského Velká šachovnice (The Grand Chessboard). Zavádí i pojmy, které se později ujaly (např. Homeland Security, nepřátelské/„darebácké“ státy) stejně jako ideologii, která byla později použita (např. argumentace preemptivního úderu, použitá jako hlavní část tzv. Bushovy doktríny).
V průběhu let 2000–2001 publikovali členové PNAC články podporující invazi Spojených států do Iráku. Na svých stránkách se vyjádřila, že ponechat Saddáma Husseina u moci je vzdání se terorismu.
Působení členů PNAC, kteří přešli do klíčových pozic Bushovy vlády, zajistil její bezproblémovou a úzkou spolupráci s touto zájmovou skupinou a plány na invazi do Iráku a svržení Saddáma Hussajna začaly být připravovány již od prvního bezpečnostního zasedání, které se konalo na konci ledna 2001.
20. září 2001 poslali prezidentu Bushovi dopis, ve kterém obhajovali rozhodnou snahu zbavit Saddáma Hussajna moci v Iráku nebo změnu režimu.

## Citace z prací PNAC
- | „                               | schopnost zajistit si přístup do vesmíru, svobodu operací ve vesmíru a schopnost odepřít jiným použití vesmíru musí být podstatným prvkem naší vojenské strategie… zachovat si nadvládu ve vesmíru bude nevyhnutelně vyžadovat použití síly jak ve vesmíru tak z vesmíru… | “ |
| — Rebuilding America's Defences | |   |
- | „                                | Proces této transformace bude pravděpodobně dlouhý, ledaže by došlo k nějaké katastrofické a katalyzující události jako nový [útok na] Pearl Harbour | “ |
| — Rebuilding America's Resources | |   |

## Lidé v Projektu pro nové americké století

### Ředitelé projektu
[tak, jak je uvádí současná verze jejich domovské stránky:]
- William Kristol, spoluzakladatel a předseda [1]
- Robert Kagan,[1] spoluzakladatel
- Bruce P. Jackson [1]
- Mark Gerson [1]
- Randy Scheunemann [1]

### Pracovníci projektu
- Ellen Bork, zástupce ředitele [1]
- Gary Schmitt, čestný člen (Senior Fellow) [1][9]
- Thomas Donnelly, čestný člen [1]
- Reuel Marc Gerecht, čestný člen [1]
- Timothy Lehmann, asistent ředitele [1]
- Michael Goldfarb, výzkumný spolupracovník [1]

### Bývalí členové
- Daniel McKivergan, zástupce ředitele [10]

### SignatářiPrincipielního prohlášení[11]
- Elliott Abrams[11]
- Gary Bauer [11]
- William J. Bennett [11]
- John Ellis "Jeb" Bush [11]
- Richard B. Cheney [11]
- Eliot A. Cohen [11]
- Midge Decter [11]
- Paula Dobriansky [11]
- Steve Forbes [11]
- Aaron Friedberg [11]
- Francis Fukuyama [11]
- Frank Gaffney [11]
- Fred C. Ikle [11]
- Donald Kagan [11]
- Zalmay Khalilzad [11]
- I. Lewis "Scooter" Libby [11]
- Norman Podhoretz [11]
- J. Danforth Quayle [11]
- Peter W. Rodman [11]
- Stephen P. Rosen [11]
- Henry S. Rowen [11]'
- Donald Rumsfeld [11]
- Vin Weber [11]
- George Weigel [11]
- Paul Wolfowitz [11]

### Spolupracovníci s Bushovou administrativou
Poté, co se po amerických volbách z roku 2000 stal George W. Bush prezidentem, bylo mnoho členů nebo signatářů PNAC jmenováno do klíčových pozic Bushovy administrativy:
| Jméno                    | Odbor                                                                                          | Titul                                                  | Poznámky |
| ------------------------ | ---------------------------------------------------------------------------------------------- | ------------------------------------------------------ | --- |
| Elliott Abrams           | Sněm národní bezpečnosti Spojených států                                                       | Reprezentant pro záležitosti Blízkého Východu          | Prezident centra pro etickou a veřejnou politiku. V r. 1991 – shledán vinným z neposkytnutí informací Kongresu v aféře Írán Contras. Omilostněn Georgem H. W. Bushem |
| Richard Armitage         | Státní odbor USA (2001–2005)                                                                   | Deputy Secretary of State                              | Odhalil identitu Valerie Plame ve stejnojmenné aféře. |
| John R. Bolton           | Státní odbor USA (2001–2006)                                                                   | Americký velvyslanec Spojených národů (2005–2006)      | Předtím pod Sekretariátem státu pro kontrolu zbraní a záležitosti mezinárodní bezpečnosti (2001–2005).                                                               |
| Richard Cheney           | Bushova administrativa                                                                         | Viceprezident USA                                      | |
| Eliot A. Cohen           | Státní odbor USA (2007-)                                                                       | Člen sněmu státního odboru USA                         | Člen poradního výboru v otázkách obranné politiky |
| Seth Cropsey             | Mezinárodní výbor televizního a rozhlasového vysílání (prosinec 2002-prosinec 2004)            | Director                                               | V jeho kompetenci byl Voice of America |
| Paula Dobriansky         | Státní odbor USA                                                                               | Podtajemník Úřadu státu v globálních záležitostí       | |
| Francis Fukuyama         | Prezidentův člen sněmu na bioetiku                                                             | Člen sněmu                                             | Profesor mezinárodní politické ekonomie na Johns Hopkins University                                                                                                  |
| Zalmay Khalilzad         | Státní odbor USA                                                                               | Velvyslanec Spojených národů                           | Předtím sloužil jako americký velvyslanec v Iráku (červen 2005 – březen 2007) a ještě předtím jako americký velvyslanec v Afghánistánu (listopad 2003 – červen 2005) |
| I. Lewis "Scooter" Libby | Bush Administration (2001–2005)                                                                | Šéf personálu pro Viceprezidenta                       | 28. října 2005 rezignoval. 6. dubna 2007 shledán vinným z dvou případů křivé přísahy, bránění spravedlnosti a lživých prohlášení vůči FBI.                           |
| Richard Perle            | Ministerstvo obrany USA (2001–2003)                                                            | Předseda Defense Policy Board Advisory Committee       | jako předseda rezignoval v dubnu 2003 |
| Peter W. Rodman          | Ministerstvo obrany USA                                                                        | Asistent sekretariátu ministerstva vnitřní bezpečnosti | |
| Donald Rumsfeld          | Ministerstvo obrany USA (2001–2006)                                                            | Sekretariát Obrany USA                                 | Bývalý předseda správní rady Gilead Sciences, firmy, která vyvinula Tamiflu® 15. prosince 2006 rezignoval na svůj úřad                                               |
| Randy Scheunemann        | Americký výbor v NATO, Projekt na přechodné demokracie v Mezinárodním republikánském institutu | Člen                                                   | Založil Výbor pro osvobození Iráku |
| Paul Wolfowitz           | Ministerstvo obrany USA (2001–2005)                                                            | Zástupce sekretariátu Obrany Spojených států           | V roce 2005 se stal prezidentem Světové banky. V květnu 2007 rezignoval (s platností od 30. června) po aféře, týkající se protežování jeho sekretářky                |
| Dov S. Zakheim           | Ministerstvo obrany USA                                                                        | Kontrolor                                              | Former V.P. of System Planning Corporation |
| Robert B. Zoellick       | Státní odbor USA                                                                               | Zástupce sekretariátu státu                            | Americký obchodní zastupitel U.S. Trade Representative (2001–2005) V květnu 2007 nominován na prezidenta Světové banky                                               |